# نزاع شمال كوتاباتو
نزاع شمال كوتاباتو أو معركة شمال كوتاباتو هي مواجهة عسكرية بين القوات المسلحة الفلبينية وفصيل من جبهة تحرير مورو الإسلامية تحت قيادة أومبرا كاتو في مقاطعة مينداناو الشمالية كوتاباتو.

## خلفية
سيطر 1000 من متمردي جبهة مورو تحت قيادة أومبرا كاتو على خمسين قرية في مقاطعة كوتاباتو الشمالية. تم إرسال 2000 جندى فلبيني مع طائرات هليكوبتر ومدفعية إلى المنطقة المسيطر عليها من قبل الجبهة في يوم 9 أغسطس 2008 لتحريرها من المتمردين. كانت الجبهة تريد أن يتم إدراج كوتاباتو الشمالية في منطقة مينداناو الإسلامية ذاتية الحكم، وكانت الحكومة الفلبينية والجبهة تتفاوضان من أجل إدراج المقاطعة في منطقة الحكم الذاتى المسلم، بيد أن المحكمة العليا رفضت الاقتراح بعد أن استمعت إلى قلق الزعماء المسيحيين المحليين في المنطقة.

## النزاع
أمرت القوات الفلبينية المتمردين مغادرة المنطقة، ولكن الوحدات التابعة لكاتو رفضت مغادرة القرى التي احتلتها. رد الجيش الفلبيني على مقاتلي الجبهة في يوم 9 أغسطس بقصفهم. في اليوم التالي انتقلت القوات الحكومية لمرحلة استعادة القرى، واستعادت اثنين منهم من المتمردين.